# Walter Gómez
Walter Gómez (Montevideo, 12 december 1927 – Vicente López, 4 maart 2004) was een Uruguayaans voetballer. 
Met Nacional werd hij twee keer landskampioen in Uruguay en hij scoorde er meer dan 100 goals. In 1949 maakte hij de overstap naar het Argentijnse River Plate. Dit betekende ook het einde van zijn carrière als international, want in die tijd werden enkel spelers geselecteerd die in het thuisland voetbalden. Met River Plate won hij drie titels. Hij speelde er met sterren als Ángel Labruna en Félix Loustau. In zijn latere carrière speelde hij voor clubs uit diverse landen.